# Álvaro Medrán
Álvaro Medrán Just (Dos Torres, 15 de março de 1994) é um futebolista profissional espanhol que atua como meio campista, atualmente está no Al-Ettifaq, da Arábia Saudita.

## Carreira

### Real Madrid
Revelado nas categorias do clube, atuou nos times de divisões inferiores até 2014.

### Getafe
Em junho de 2015, foi emprestado ao clube para a temporada 2015-2016.

### Valencia
Após voltar para o Real Madrid, Álvaro Medrán foi novamente emprestado, desta vez, para o Valencia.

## Títulos
Real Madrid
- Copa do Mundo de Clubes da FIFA: 2014